# Vincenzo Coltella
Vincenzo Coltella (Olcenengo, 7 luglio 1921 – ...) è stato un calciatore e allenatore di calcio italiano, di ruolo centrocampista e attaccante.

## Caratteristiche tecniche
Poteva giocare sia come mezzala che come ala. In alcune circostanze è stato impiegato anche come mediano.

## Carriera
Esordisce nella Pro Vercelli, con cui gioca una partita nel campionato di Serie B 1939-1940, nel pareggio per 0-0 sul campo del Catania; viene riconfermato anche per le due stagioni successive, la prima tra i cadetti e la seconda in Serie C. Nell'estate 1942 viene posto in lista di trasferimento, e passa allo Spezia: fa parte del quintetto d'attacco detto delle cinque C, che comprende tra gli altri Eusebio Castigliano e Riccardo Carapellese, e contribuisce nel ruolo di mediano o ala destra al sesto posto dei liguri, miglior piazzamento della storia del club. Nel Campionato Alta Italia 1944 passa in forza al Novara, nel girone ligure-piemontese; al termine del conflitto rimane in Piemonte, tornando per un'annata alla Pro Vercelli, con la quale disputa il campionato di Serie B-C Alta Italia 1945-1946.
Nell'estate 1946 passa al Piacenza, sempre tra i cadetti. Vi disputa due campionati di Serie B, per un totale di 57 presenze e 12 reti, senza poter evitare la retrocessione in Serie C nel campionato 1947-1948. Riconfermato anche in terza serie, realizza 8 reti nella stagione 1948-1949, risultando il terzo miglior marcatore della formazione emiliana, che si salva in extremis grazie alle implicazioni del Caso Brasca.
Al termine del campionato passa alla Reggina, sempre in Serie C, dove rimane fino al termine della stagione 1950-1951: mette a segno 7 reti in 65 partite. Messo in lista di trasferimento, si trasferisce al Cosenza, sempre in Serie C. Prosegue la carriera al Sud con una stagione al Marsala, in IV Serie, e una nel Caltagirone in Promozione.
Nel 1954 torna a giocare in Piemonte, ingaggiato dall'Ivrea che milita in IV Serie; nella stagione successiva affianca l'attività agonistica a quella di allenatore, come vice di Fusero sempre all'Ivrea. Nel campionato 1956-1957 diventa primo allenatore degli arancioni piemontesi, e a marzo viene affiancato dall'ungherese János Neu come direttore tecnico. Nel corso della stagione, a causa di numerosi infortuni, torna temporaneamente in campo come calciatore, sempre nel ruolo di mezzala.